# Моле, Матьё
Матьё Моле́ (фр. Mathieu Molé; 1584 год, Париж — 3 января 1656 года, Париж) — французский государственный деятель, оплот оппозиции против политики Мазарини.

## Биография
Сын Эдуарда Моле (1540—1614), президента парламента; был советником парламента, потом президентом одной из палат его, с 1614 года генеральным прокурором. В этом звании выказывал благородную стойкость убеждений, настаивая на самостоятельности общественных учреждений. В 1631 году парламент под влиянием Моле признал незаконным учреждение чрезвычайной комиссии по делу братьев Марильяк. Призванный по этому поводу к королю, Моле резко отстаивал права парламента.
В 1641 году стал первым президентом парижского парламента и в трудное время придворных интриг, заговоров, восстаний и междоусобных войн продолжал быть истинным представителем справедливости. Стал оплотом оппозиции против политики Мазарини (первое столкновение с Мазарини произошло по поводу налога на колониальные товары: парламент не принял указ о введении налога).
Во время Фронды Моле играл умиротворяющую роль и был назначен хранителем государственной печати (3 апреля 1651). Ввиду недовольства предводителей Фронды, в особенности герцога Орлеанского, Моле подал в отставку и лишь после объявления Людовика XIV совершеннолетним снова принял прежнее звание.
В последние годы жизни Моле занят был планами реорганизации судебного сословия. Мемуары Моле были изданы в Париже в 1855 г.